# Lenny Kravitz
Pour les articles homonymes, voir Lenny et Kravitz.
Lenny Kravitz, né le 26 mai 1964 à New York, est un auteur-compositeur-interprète, musicien, producteur et acteur américain.
Ses compositions mêlent des éléments aussi variés que le rock psychédélique, le hard rock, le rhythm and blues, la soul, la neo soul, le funk et la pop. Ses influences sont multiples et comprennent Jimi Hendrix, Funkadelic, John Lennon, Prince, The Jackson 5, The Rolling Stones, Stevie Wonder, James Brown, ou encore Led Zeppelin.
Il chante et assure les chœurs de ses enregistrements, c'est un musicien complet qui joue lui-même de nombreux instruments sur ses albums : guitare, basse, clavier, batterie et percussions.
Ponctuellement acteur, il a notamment interprété Cinna dans Hunger Games et sa suite.
Le 12 mars 2024, il décroche son étoile sur le Walk of Fame à Hollywood Boulevard où sa fille Zoë a tenu un discours touchant lui rendant hommage.

## Biographie
Leonard Albert Kravitz est né le 26 mai 1964 à Manhattan à New York. Il est le fils unique du producteur de télévision américain Sy Kravitz (1924-2005), et de l'actrice Roxie Roker (1929-1995). Sy Kravitz est d'origine juive ukrainienne (l'arrière-grand-père de Lenny Kravitz était originaire de Kiev) ; Roxie Roker est d'origine bahaméenne, et haïtienne.

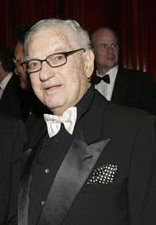
Sy Kravitz (1924-2005), son père.
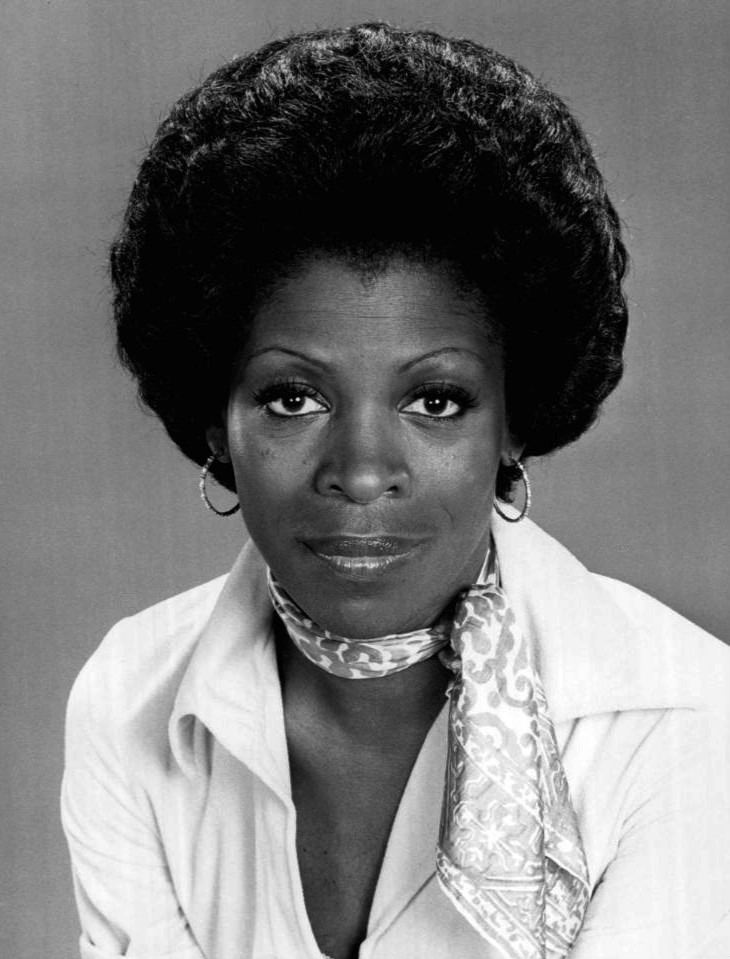
Roxie Roker (1929-1995), sa mère.

Par sa mère, Lenny Kravitz est cousin issu de germain du présentateur météo Al Roker (en)[pertinence contestée].
Il a reçu le prénom de son oncle, Leonard M. Kravitz (en) (1931-1951), tué au cours de la guerre de Corée.
Lenny Kravitz, Slash et Nicolas Cage ont fréquenté le même lycée, sans jamais avoir été dans la même classe ni se connaître.
Après une expérience spirituelle à l'âge de 13 ans, il a commencé à aller à l'église et est devenu chrétien .

### Carrière

#### 1989-1990:Let Love Rule
En 1989, son premier album Let Love Rule rencontre un succès modéré (il atteint la 61e place du Billboard). Lenny gagne une plus grande reconnaissance en 1990, lorsque Madonna devient no 1 aux États-Unis et no 2 en France avec la chanson Justify My Love, qu'il a écrite et réalisée avec la poète Ingrid Chavez et Madonna, pour l'album The Immaculate Collection.
À la fin de l'année, il est à l'initiative de la reprise de Give Peace a Chance de John Lennon avec Yoko Ono, Sean Lennon et le Peace Choir, pour protester contre la guerre du Golfe.

#### 1991-1992:Mama Said
En 1991, il sort un deuxième album, Mama Said, qui est son premier disque à atteindre le Top 40. Les chansons de cet album sont dédicacées à Lisa Bonet, témoignant de sa dépression à la suite de leur séparation. Le plus gros single de Kravitz, It Ain't Over 'til It's Over, atteint la seconde place du Billboard Hot 100. Le single suivant, Always on the Run, un hommage à sa mère, met en vedette Slash à la guitare. Les singles suivants seront Stand by my Woman et What goes around comes around.
En 1992, il réalise l'album Vanessa Paradis de Vanessa Paradis, pour lequel il écrit l'ensemble des chansons et joue de tous les instruments. L'album se vend à 1 500 000 exemplaires dans le monde, porté par le premier single Be my baby, un succès dans plusieurs pays d'Europe (800 000 copies vendues).
En 1993, Kravitz écrit Line up avec Steven Tyler d'Aerosmith pour leur album Get a Grip, et apparaît sur l'album de Mick Jagger, Wandering Spirit, dans une reprise du classique Use me, de Bill Withers. Cette même année, il travaille également avec ses idoles Al Green et Curtis Mayfield.

#### 1993-1994:Are You Gonna Go My Way
La même année sort Are You Gonna Go My Way, qui atteint la douzième place du Billboard et lui rapporte le Brit Awards du Meilleur artiste international. Le titre éponyme, Are You Gonna Go My Way, remporte le MTV Video Music Award du meilleur clip masculin. Durant la présentation des MTV Video Music Awards, il interprète la chanson avec John Paul Jones, de Led Zeppelin, à la basse. Plusieurs singles de l'album suivent, notamment Believe, Is there any love in your heart, et Heaven help/Spinning around over you. Cet album est le premier avec le guitariste Craig Ross, qui jouera également sur ses albums ultérieurs. Une chanson, Eleutheria, est inspirée par l'île Eleuthera dans les Bahamas, où Kravitz a construit une maison et un studio d'enregistrement. En 1993, il sort aussi le EP Spinning Around Over You, lequel inclut quatre titres live de sa tournée Universal Love Tour.
En 1994, le directeur commercial d'EMI découvre Julie Zenatti. Lenny Kravitz lui écrit deux titres qu'elle enregistre à Londres.

#### 1995-1997:Circus
En 1995, il sort l'album Circus, lequel obtient la dixième place du Billboard. Cependant, seulement deux singles sont extraits de l'album Rock and Roll Is Dead et Can't get you off my mind.

#### 1998-2000:5
Avec 5 en 1998, Kravitz utilise pour la première fois les technologies numériques telles que Pro Tools et les samples. Cet album s'adresse à un public plus large, le hit Fly Away est utilisé pour la publicité d'un constructeur de voitures et d'une compagnie aérienne. 5 atteint la vingt-huitième place du Billboard, et le titre Fly Away est no 1 de plusieurs charts. Lenny gagne le premier de ses quatre Grammy Award de la meilleure prestation masculine vocale en 1999. Malgré une critique très mitigée l'album s'écoule à plus de 4 millions d'exemplaires. D'autres singles sont extraits : I Belong to You et If you can't say no (qui a été aussi remixé par le producteur dance Brian Wayne Transeau).
En 1999, il réalise et chante avec Cree Summer sur son album Street Faerie, et participe aux Eurockéennes de Belfort. Sa reprise d’American Woman, de The Guess Who, lui rapporte un autre trophée aux Grammy Awards de 2000, et aide la chanson à toucher une nouvelle audience. La version de Kravitz fait partie de la musique du film Austin Powers: The Spy Who Shagged Me, et sera ajoutée à 5 comme bonus en 1999.
En 2000, sa compilation, Greatest Hits s'avère être son album le plus couronné de succès, il se vend à près de onze millions de copies dans le monde, devenant l'un des albums les plus vendus de la décennie. Le single Again lui vaut son troisième Grammy consécutif pour la Meilleure prestation Rock, en 2001. La même année, il écrit la chanson God Gave Me Everything avec Mick Jagger, disponible en 2001 sur l'album de Jagger, Goddess in the Doorway, et dans le film Being Mick.

#### 2001-2003:Lenny
Il participa à deux titres pour l'album Invincible de Michael Jackson en 2001 qui ne furent pas retenus. Un d'entre eux, Another Day, a filtré sur Internet en janvier 2010, et est présent sur le premier album posthume de Michael Jackson : Michael. Le deuxième reste quant à lui toujours inédit.
L'album Lenny sort en octobre 2001, les critiques se montreront très enthousiastes et il se vendra à plus de 2 millions d'exemplaires dans le monde.

#### 2004-2007:Baptism
Après l'album Lenny, paraît Baptism, descendu par la critique l'album rencontrera un succès inférieur à ses prédécesseurs. Il sera tout de même certifié disque d'or aux États-Unis et en Allemagne.
En 2006, lors de son passage à Paris pour sa tournée Confessions Tour, Madonna l'invite à venir sur scène pour chanter en duo avec elle le titre I love New York[source secondaire souhaitée].

#### 2008-2010:It Is Time for a Love Revolution
En 2008, paraît l'album It Is Time for a Love Revolution. Malgré de meilleures critiques le succès sera modeste à l'exception de la France ou il s'écoulera à plus de 150 000 exemplaires, faisant de cet album son plus gros succès en France depuis l'album 5.
L'année suivante, il s'essaye au métier d'acteur, en tenant un rôle d'infirmier dans le film Precious.

#### 2011-2012:Black and white America
Le 22 août 2011, sort l'album Black and white America, enregistré aux Bahamas et à Paris. Il reçoit de très bonnes critiques et sera certifié disque d'or en France.

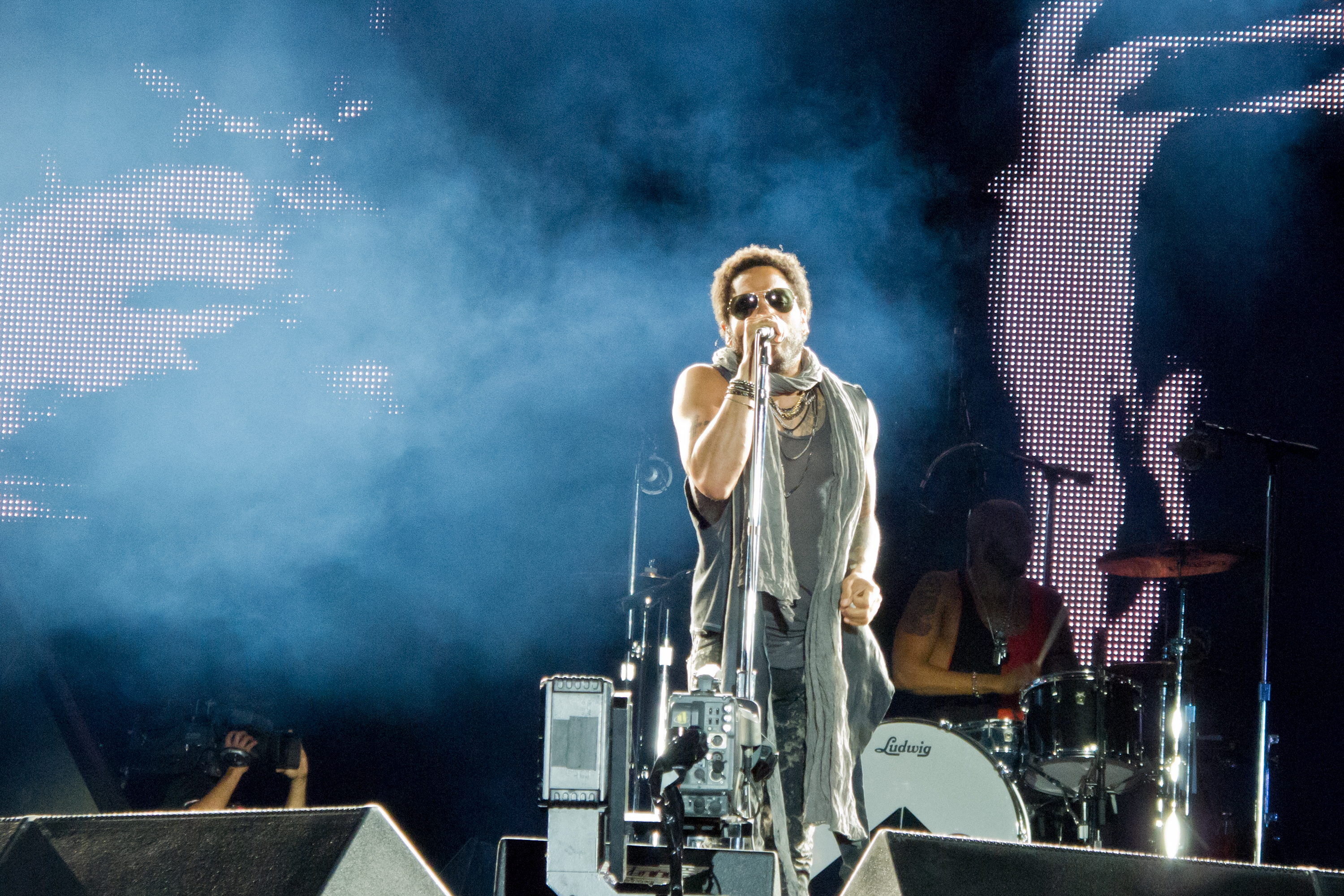
Lenny Kravitz à Rock in Rio Madrid 2012.

Fin 2011, Lenny Kravitz reçoit les insignes de chevalier de l'ordre des Arts et des Lettres,.
En mars 2012, il joue dans l'adaptation du roman de Suzanne Collins au cinéma, Hunger Games, où il tient le rôle du styliste de Katniss Everdeen des Jeux de la Faim, Cinna.
En mai 2012, il chante en duo en finale de la version française de The Voice avec Al.Hy. Il interprète son titre Are You Gonna Go My Way.

#### 2018-:Raise Vibration
Le 11 mai 2018, sort It's Enough premier extrait de l'album Raise Vibration dont la sortie est prévue le 7 septembre 2018. Low, deuxième titre issu de l'album, sort le 25 mai. Il contient des extraits vocaux de Michael Jackson.
En 2018, il signe également un partenariat avec la maison de Champagne Dom Pérignon ; il en devient le directeur artistique et signe une première campagne visuelle intitulée Assemblage, présentée en septembre 2018. Une série de photos prises dans sa villa de Los Angeles[source secondaire souhaitée].

#### 2024: Blue Electric Light
Il a gagné quatre fois le Grammy Award de la meilleure prestation rock masculine de 1999 à 2002. Ses ventes sont estimées à 38 millions d'albums dans le monde.[réf. nécessaire]
Cinq ans après son dernier album, le chanteur annonce le 12 octobre 2023 la sortie de Blue Electric Light, son douzième album studio, prévu pour le 15 mars 2024. Un premier morceau est dévoilé, TK421, référence à Star Wars et au film Boogie Nights[source secondaire souhaitée].

### Vie privée

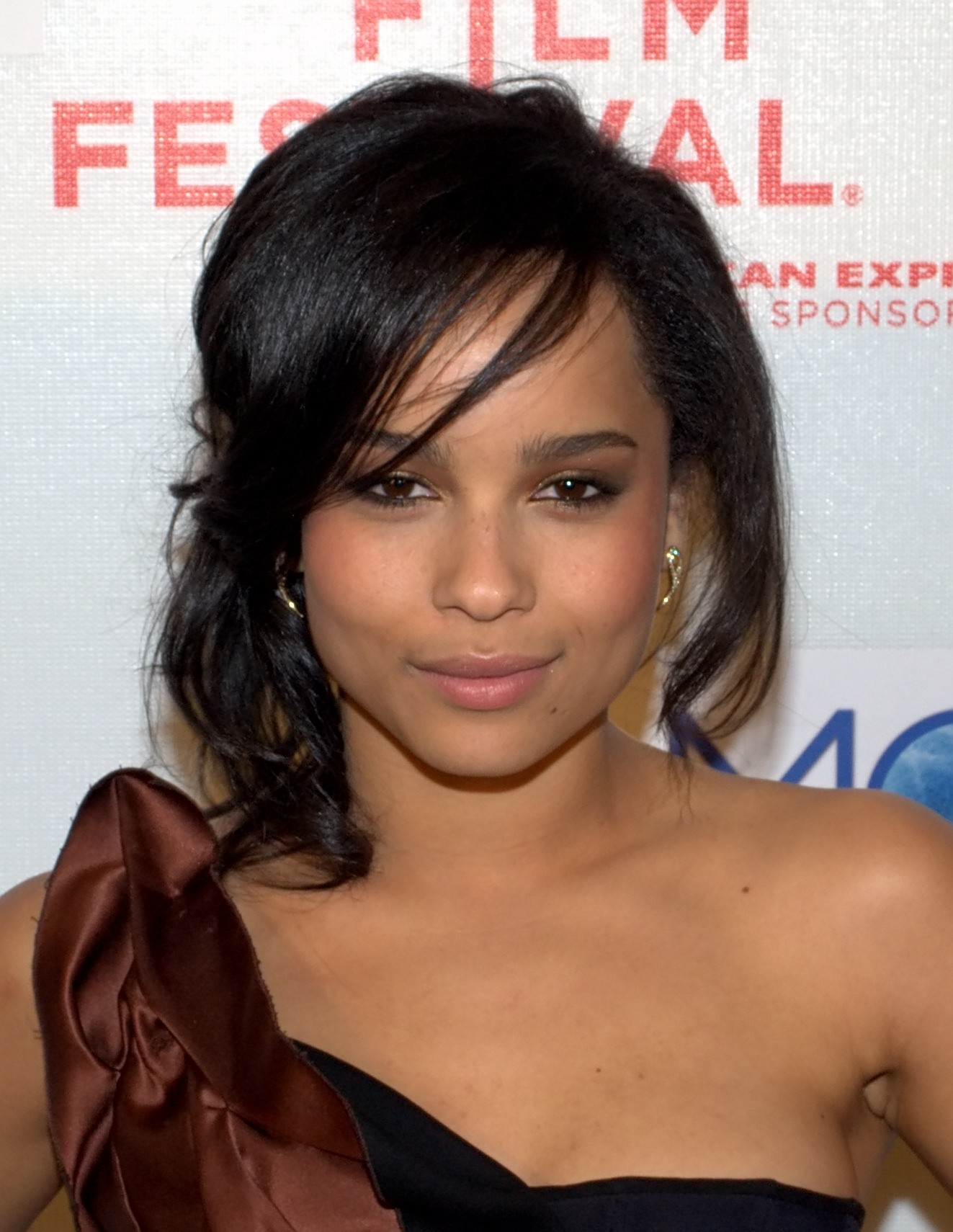
Zoë Kravitz, sa fille.

En 1986, Lenny Kravitz revient à New York avec sa petite amie Lisa Bonet, une des héroïnes du Cosby Show (Denise Huxtable). Ils se marient l'année d'après à Las Vegas et, un an plus tard, en décembre 1988, ils donnent naissance à une fille : Zoë Kravitz. Leur mariage dure six années, s'achevant par un divorce en 1993, Lisa Bonet étant excédée des écarts de Lenny Kravitz, notamment avec la chanteuse Madonna lors de leur collaboration en 1990.
Il a été, de 1991 à 1997, le compagnon de la chanteuse Vanessa Paradis, pour qui il a écrit et réalisé  l'album Vanessa Paradis, sorti en 1992. Leur relation tumultueuse fait la une des journaux du monde entier et le couple se retrouve régulièrement harcelé par les paparazzis. Ils interprètent en duo la chanson Silver and gold, en 1996, lors de l'émission de télévision française Taratata[pertinence contestée].
Lenny Kravitz a aussi eu une liaison avec la chanteuse Natalie Imbruglia, l'actrice Nicole Kidman et les mannequins Adriana Lima et Naomi Campbell.
Lenny Kravitz parle de foi chrétienne dans plusieurs chansons, comme dans l'album Baptism (2004), et porte sur son dos le tatouage My Heart Belongs to Jesus Christ (« Mon cœur appartient à Jésus Christ »).
À l'occasion du Super Bowl XLIX (2015), il chante en duo avec Katy Perry pendant la mi-temps du match[source secondaire souhaitée] : leur prestation atteint 118,5 millions de téléspectateurs américains, se classant ainsi au rang du quatrième show le plus suivi de l'histoire du Super Bowl.

## Discographie

### Albums studio
- 1989 : Let Love Rule
- 1991 : Mama Said
- 1993 : Are You Gonna Go My Way
- 1995 : Circus
- 1998 : 5
- 2001 : Lenny
- 2004 : Baptism
- 2008 : It Is Time for a Love Revolution
- 2011 : Black And White America
- 2014 : Strut
- 2018 : Raise Vibration
- 2024 : Blue Electric Light

### Compilations / Rééditions
- 2000 : Greatest Hits
- 2009 : Let Love Rule: 20th Anniversary Deluxe Edition
- 2012 : Mama Said: 21st Anniversary Deluxe Edition
- 2013 : Are You Gonna Go My Way : 20th Anniversary Deluxe Edition

### Participations
- 1992 - chante en duo sur le titre Use Me sur l'album Wandering Spirit de Mick Jagger
- 1993 - chante le titre The Majority sur l'album Believe in Me, premier album de Duff McKagan (bassiste de Guns n' Roses)
- 1995 - avec Stevie Wonder, il reprend la chanson Deuce de Kiss pour un album collectif hommage au groupe
- 2000 - joue de la guitare sur le titre Make Noise sur l'album Anarchy de Busta Rhymes
- 2001 - chante en duo sur le titre Guns & Roses sur l'album The Blueprint²: The Gift & The Curse de Jay-Z
- 2003 - chante avec P.Diddy, Pharrell Williams et Loon sur le titre Show Me Your Soul sur la bande originale du film Bad Boys 2
- 2007 - interprète Whole Lotta Loving avec Troy Andrews (alias "Trombone Shorty"), Fred Wesley, Pee Wee Ellis et Maceo Parker sur Goin Home - A Tribute to Fats Domino, album hommage à Fats Domino
- 2011 - chante en duo sur (I Can't Make It) Another Day sur l'album Michael de Michael Jackson
- 2011 - chante en duo sur le titre Save Us sur l'album Le Lendemain de Loane
- 2012 : reprise de Rainy Day Women #12 & 35 de Bob Dylan sur Chimes of Freedom: Songs of Bob Dylan Honoring 50 Years of Amnesty International
- 2012 : Il est sur[Quoi ?] le single Superlove d'Avicii

## Filmographie

### Cinéma
- 2001 : Zoolander de Ben Stiller : lui-même
- 2009 : La Traversée du Désir de Arielle Dombasle : Lenny Kravitz
- 2009 : Precious de Lee Daniels : John McFadden
- 2012 : Hunger Games de Gary Ross : Cinna
- 2013 : Le Majordome de Lee Daniels : James Holloway
- 2013 : Hunger Games : L'Embrasement de Francis Lawrence : Cinna
- 2022 : Shotgun Wedding de Jason Moore : Sean Hawkins
- 2025 : Opus de Mark Anthony Green (caméo)

### Télévision
- 2016-2017 : Star : Roland Crane (2 épisodes)

### Publicités
Il est égérie du parfum Y Le Parfum d’Yves Saint Laurent et de l'horloger Jaeger-LeCoultre pour son modèle Reverso .

## Publication
- Let Love Rule, autobiographie, avec David Ritz, édition Henry Holt & Company, 2020

## Distinctions

### Récompenses
Cette section ne s'appuie pas, ou pas assez, sur des sources secondaires ou tertiaires indépendantes du sujet. Le texte peut contenir des analyses inexactes ou inédites de sources primaires.
Pour l'améliorer, ajoutez-en, ou placez des modèles {{Source secondaire souhaitée}} ou {{Source secondaire nécessaire}} sur les passages mal sourcés. (août 2024)
- MTV Video Music Awards 1993 : Meilleure vidéo masculine pour Are You Gonna Go My Way réalisée par Mark Romanek
- Brit Awards 1994 : Meilleur artiste solo masculin
- VH1/Vogue Fashion Awards 1998 : Artiste le plus Fashion (« à la mode »), Prix masculin
- Grammy Awards 1999 : Meilleur chanteur rock pour Fly Away
- Grammy Awards 2000 : Meilleur chanteur rock pour American Woman
- Blockbuster Entertainment Awards 2001 : Artiste masculin préféré - Rock
- Grammy Awards 2001 : Meilleur chanteur de rock pour Again
- My VH1 Awards 2001 : Artiste masculin préféré
- Radio Music Awards 2001 : Artiste de l'année/Pop Alternative Radio
- American Music Awards 2002 - Artiste masculin préféré Pop/Rock
- Grammy Awards 2002 : Meilleur chanteur de rock  pour Dig In
- Prix d'Innovation Microsoft Windows Media 2002 : Prix d'Innovation Microsoft Windows Media
- NRJ Music Awards 2014 : NRJ Music Award d'honneur pour l'ensemble de sa carrière

## Voix françaises
- Raphaël Cohen[15] dans :
  - Hunger Games
  - Le Majordome
  - Hunger Games : L'Embrasement
  - Guitar Hero Live (publicité)
  - Better Things (série télévisée)
  - Shotgun Wedding

Et aussi
- Frantz Confiac dans Precious
- Antoine Fleury dans Star[15] (série télévisée)